# China Central Television
La Televisió Central de la Xina (CCTV, de l'anglès China Central Television; en xinès 中国中央电视台, en pinyin Zhōngguó Zhongyang Diànshìtái) és una emissora de televisió nacional de la Xina, establerta el 1958 com a mitjà de propaganda. Els seus 50 canals emeten una varietat de programacions a més de mil milions d'espectadors en sis idiomes. CCTV és operada per l'Administració Nacional de Ràdio i Televisió, que depèn directament del Departament Central de Propaganda del Partit Comunista Xinès (PCC).
CCTV té funcions molt variades, entre les que hi ha serveis de comunicació de notícies, educació social, cultura i informació d'entreteniment. Com a cadena de televisió estatal, és responsabilitat tant del Comitè Central del Partit Comunista Xinès com del Consell Estatal. És un actor clau en la xarxa de propaganda del govern xinès. Segons Freedom House i altres comentaristes de mitjans, els informes del CCTV sobre temes sensibles al govern xinès i al PCC estan distorsionats i sovint s'utilitzen com una arma contra els enemics percebuts del partit.

## Història

### Creació a mitjans del segle XX
El 1954, el president del PCC, Mao Zedong, va proposar que la Xina establiria la seva pròpia cadena de televisió. El 5 de febrer de 1955, l'oficina central de radiodifusió va informar al Consell d'Estat i va proposar el programa d'establir una cadena de televisió de mida mitjana, més tard el primer ministre Zhou Enlai va incloure en el primer pla quinquennal de la Xina la introducció prevista de les emissions de televisió. El desembre de 1957, l'oficina central de radiodifusió va enviar Luo Donghe i Meng Qiyu a la Unió Soviètica i la República Democràtica Alemanya per a la inspecció de les seves estacions de televisió (vegeu Televisió a la Unió Soviètica i Deutscher Fernsehfunk), i van tornar a Pequín per preparar la creació de la cadena.
Quan va complir 20 anys, Beijing Television va ser rebatejada formalment com a China Central Television l'1 de maig de 1978 i es va presentar un nou logotip. Fins a finals de la dècada de 1970, CCTV només feia emissions nocturnes, normalment tancant a mitjanit. Durant les vacances acadèmiques d'estiu i d'hivern, ocasionalment transmetia programació diürna per als estudiants, mentre que els programes diürns especials s'emeten durant les festes nacionals. El 1980, CCTV va experimentar amb retransmissions de notícies d'estudis de televisió locals i centrals mitjançant microones. El 1984, CCTV va establir la filial de propietat total de la China International Television Corporation (CITVC).
El 1985, CCTV ja s'havia convertit en una cadena de televisió líder a la Xina. El 1987, els CCTV van créixer gràcies a l'adaptació i presentació de Dream of the Red Chamber, el primer drama televisiu xinès que va entrar al mercat mundial. El mateix any, CCTV va exportar 10.216 programes a 77 televisions estrangeres.
Inicialment, el Departament Central de Propaganda del PCC va emetre una directiva de censura dels programes. Durant la reforma de la dècada de 1990, va adoptar nous estàndards de CCTV, "accessibilitat" i "acceptabilitat", afluixant el control governamental anterior. L'accessibilitat es refereix a la capacitat de compra dels programes, mentre que l'acceptabilitat requereix que un programa tingui contingut acceptable, impedint la difusió de material que contingui contingut inadequat o que expressi opinions en contra del PCC.

### Transmissió a l'estranger al segle XXI
L'any 1990, la filial de CCTV, CITVC, va establir la China Television Corporation a Califòrnia per distribuir contingut de CCTV als EUA. L'any 2000, es va llançar el canal totalment anglès de CCTV, conegut com CCTV-9 o CCTV International.
El 2001, Xu Guangchun, cap de SARFT, també cap adjunt del Departament de Publicitat del Partit Comunista Xinès, va llançar el Gran Pla de Propaganda Exterior després que Jiang Zemin presentés la urgència de portar la veu de la Xina al món. La idea d'un canal en anglès es va presentar el 1996. CCTV-4 emetia tres notícies en anglès de mitja hora cada dia, però més tard, el 25 de setembre de 2000, es va crear CCTV-9 un canal per satèl·lit per ser el primer canal anglès de 24 hores, amb l'objectiu d'establir el mercat estranger. L'octubre de 2001, CCTV es va associar amb AOL Time Warner i altres corporacions de notícies estrangeres, donant-los accés al mercat de mitjans xinès a canvi del lliurament per cable als EUA i Europa, principalment lliurant programes CCTV-9.
El canal CCTV-4 es va dividir en tres canals separats l'1 d'abril de 2007, cadascun amb diferents zones horàries: hora estàndard de la Xina (CST), hora mitjana de Greenwich (GMT) i hora estàndard de l'est (EST), per tal de millorar el servei per al públic. al voltant del món.
El 25 de juliol de 2009, CCTV va llançar el seu canal internacional en àrab, afirmant que pretén mantenir vincles més forts amb les nacions àrabs.
El març de 2018, quan la nació va començar a celebrar el 60è any de televisió, la propietat de CCTV va canviar de mans a un nou grup estatal, el China Media Group, com a branca de televisió del recentment llançat conglomerat de difusió multimèdia operat tant pel Comitè Central com pel Comitè Central. PCC i el Consell d'Estat.
El 2015 i el 2018, CCTV va signar acords de cooperació amb el mitjà estatal rus RT.
El desembre de 2016, els serveis d'idiomes estrangers de CCTV es van escindir a la Xarxa Global de Televisió de la Xina (CGTN).
China Network Television (CNTV) va ser una emissora d'Internet de la Televisió Central de la Xina que es va llançar el 28 de desembre de 2009.

### Censura

#### Incendi del 2009
El 9 de febrer de 2009, el Centre Cultural de Televisió de Pequín es va incendiar l'últim dia de les festes de l'Any Nou Xinès i va matar un bomber. L'incendi va fer que l'estructura de 42 pisos fos inutilitzable, ja que l'aliatge de zinc i titani de la pell exterior es va cremar.
El foc va tenir implicacions per a la credibilitat de CCTV, que ja era impopular pel seu domini mediàtic. L'incident va ser burlat pels internautes que van reproduir fotografies de l'incendi amb photoshop i van criticar CCTV per censurar la cobertura. Les imatges de l'incendi es troben àmpliament distribuïdes a Internet, com a conseqüència del periodisme ciutadà.

#### Guerra Civil Líbia
Durant la intervenció militar de 2011 a Líbia, els informes de CCTV van tendir a donar suport als arguments de Muammar Gaddafi, afirmant que les forces de la coalició van atacar civils libis i que la intervenció militar no era diferent d'una invasió. En algunes de les notícies, CCTV va utilitzar imatges de manifestants i va dir que estaven en contra de la intervenció militar de l'OTAN. CCTV també va etiquetar erròniament una persona que sostenia una pancarta que deia "Vive la France" ("visca França" en francès) i va afirmar que era partidari de Gaddafi. Més tard, el 27 de març, una pancarta xinesa que deia "Muammar Gaddafi és un mentider.

#### NBA 2019
El 2019, CCTV va anunciar que estaven cancel·lant la retransmissió de dos partits de pretemporada de la National Basketball Association en resposta a un tuit del director general dels Houston Rockets, Daryl Morey, en suport de les protestes a favor de la democràcia a Hong Kong. Després que Adam Silver defensés el dret a la llibertat d'expressió del director general, CCTV va respondre: "Expressem la nostra forta insatisfacció i oposició al suport declarat de Silver al dret a la llibertat d'expressió de Morey. Creiem que qualsevol comentari que desafii la sobirania nacional i l'estabilitat social no pertany la categoria de llibertat d'expressió", i va continuar, "També examinarem immediatament tota la resta de cooperacions i intercanvis amb l'NBA".

#### Invasió russa d'Ucraïna
Durant els Jocs Paralímpics d'hivern de 2022, CCTV va censurar un discurs del president del Comitè Paralímpic Internacional, Andrew Parsons, que condemnava la invasió russa d'Ucraïna. CCTV va promoure la desinformació russa com les afirmacions infundades de laboratoris d'armes biològiques a Ucraïna. L'abril de 2022, CCTV va repetir les afirmacions russes que es va organitzar la massacre de Bucha.

#### Covid-19 el 2021
Durant les protestes de la COVID-19 de 2022 a la Xina, la cobertura de CCTV de la Copa del Món de la FIFA 2022 va censurar escenes d'aficionats sense màscara a l'estadi. CCTV va evitar la cobertura de les protestes directament.

## Cadenes
CCTV compta amb un total de 16 canals, cadascun dedicat a un tema i un públic específic, competint amb els canals dels governs regionals i estrangers:
- CCTV-1 (Generalista)
- CCTV-2 (Economia)
- CCTV-3 (Art)
- CCTV-4 (Internacional -en xinès-)
- CCTV-5 (Esports)
- CCTV-6 (Pel·lícules i sèries)
- CCTV-7 (Militar i agricultura)
- CCTV-8 (Drames)
- CCTV-9 (Internacional -en anglès-)
- CCTV-10 (Ciència i tecnologia)
- CCTV-11 (Òpera)
- CCTV-12 (Societat i lleis)
- CCTV-News (Notícies 24 hores)
- CCTV-Children (Infantil)
- CCTV-Music (Música)
- CCTV-E (Internacional -en castellà-)
- CCTV-F (Internacional -en francès-)
- CCTV-HD (en alta definició)

## Emissió internacional
Els canals CCTV-4, CCTV-9, CCTV-E i CCTV-F poden ser vistos fora de la Xina a través del senyal DVB. Aquests dos últims també són part de la graella de canals de Dish Network i d'altres sistemes de cable nord-americans.